# زنبور زمردی
زنبور زمردی، زنبور گوهرین یا زنبور جواهری (نام علمی: Ampulex compressa) نام یک گونه از تیره زنبورهای سوسکی است این زنبور با استفاده از سمی که دارد دو نیش به بدن حشرات خود وارد می‌کند نیش اول برای از کار انداختن قدرت اراده حشرات است و نیش دوم به مغز حشره که عمدتاً سوسری‌ها هستند وارد می‌شود و قدرت تفکر را از کار انداخته و سپس لارو خود رو روی بدن حشره گذاشته و لارو این زنبور به صورت زنده از بدن سوسک تغذیه می‌کند و بعد از مدتی حشره تازه‌وارد همین چرخه می‌شود